# Vallée de la Sarre, de l'Albe et de l'Isch, le marais du Francaltroff, Bas-Rhin
Vallée de la Sarre, de l'Albe et de l'Isch, le marais du Francaltroff, Bas-Rhin este o arie protejată (sit de importanță comunitară — SCI) din Franța întinsă pe o suprafață de 517 ha, integral pe uscat.

## Localizare
Centrul sitului Vallée de la Sarre, de l'Albe et de l'Isch, le marais du Francaltroff, Bas-Rhin este situat la coordonatele 48°57′18″N 7°01′34″E / 48.955°N 7.02611°E.

## Înființare
Situl Vallée de la Sarre, de l'Albe et de l'Isch, le marais du Francaltroff, Bas-Rhin a fost declarat arie specială de conservare în baza directivei 92/43 din 1992 referitoare la conservarea habitatelor naturale și a faunei și florei sălbatice pentru a proteja 1 specie de animale.

## Biodiversitate
Situată în ecoregiunea continentală, aria protejată conține 3 habitate naturale: Liziere de ierburi înalte hidrofile de câmpie și de nivel montan până la alpin, Pajiști cu Molinia pe soluri calcaroase, turboase sau argilos-nămoloase (Molinion caeruleae), Fânețe de joasă altitudine (Alopecurus pratensis, Sanguisorba officinalis).
La baza desemnării sitului se află o specie protejată de  nevertebrate: Phengaris nausithous.
Pe lângă speciile protejate, pe teritoriul sitului au mai fost identificate 2 specii de plante, 3 specii de amfibieni.